# Galeria Handlowa St Martin’s Square

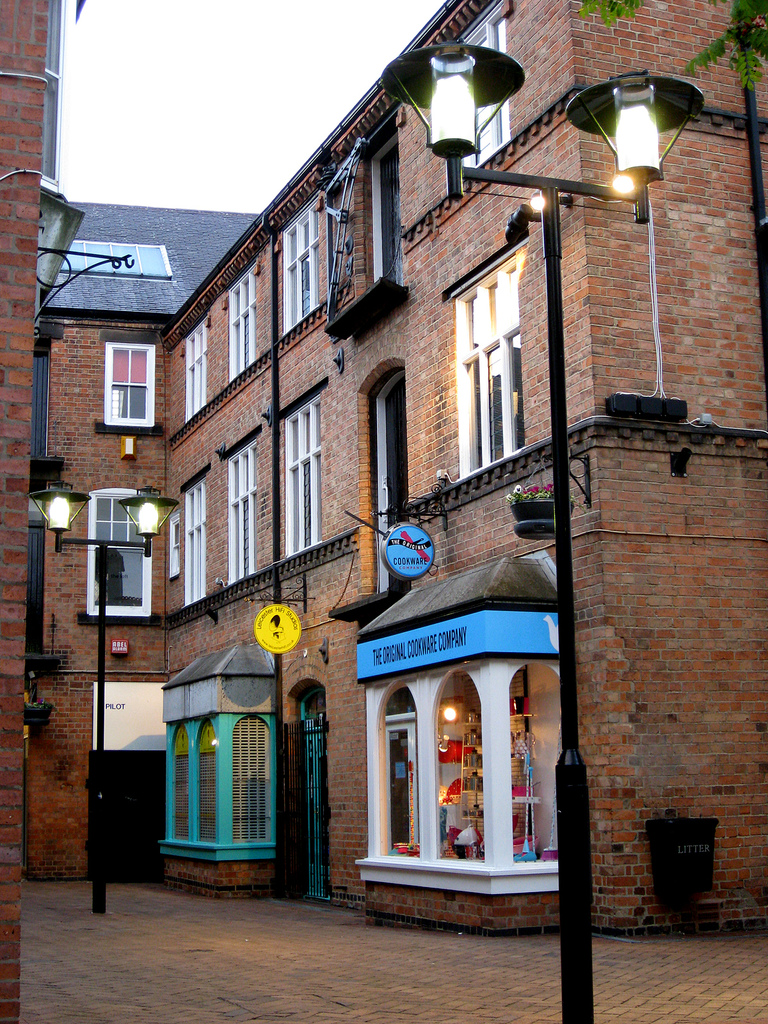
Jedne z butików przy galerii

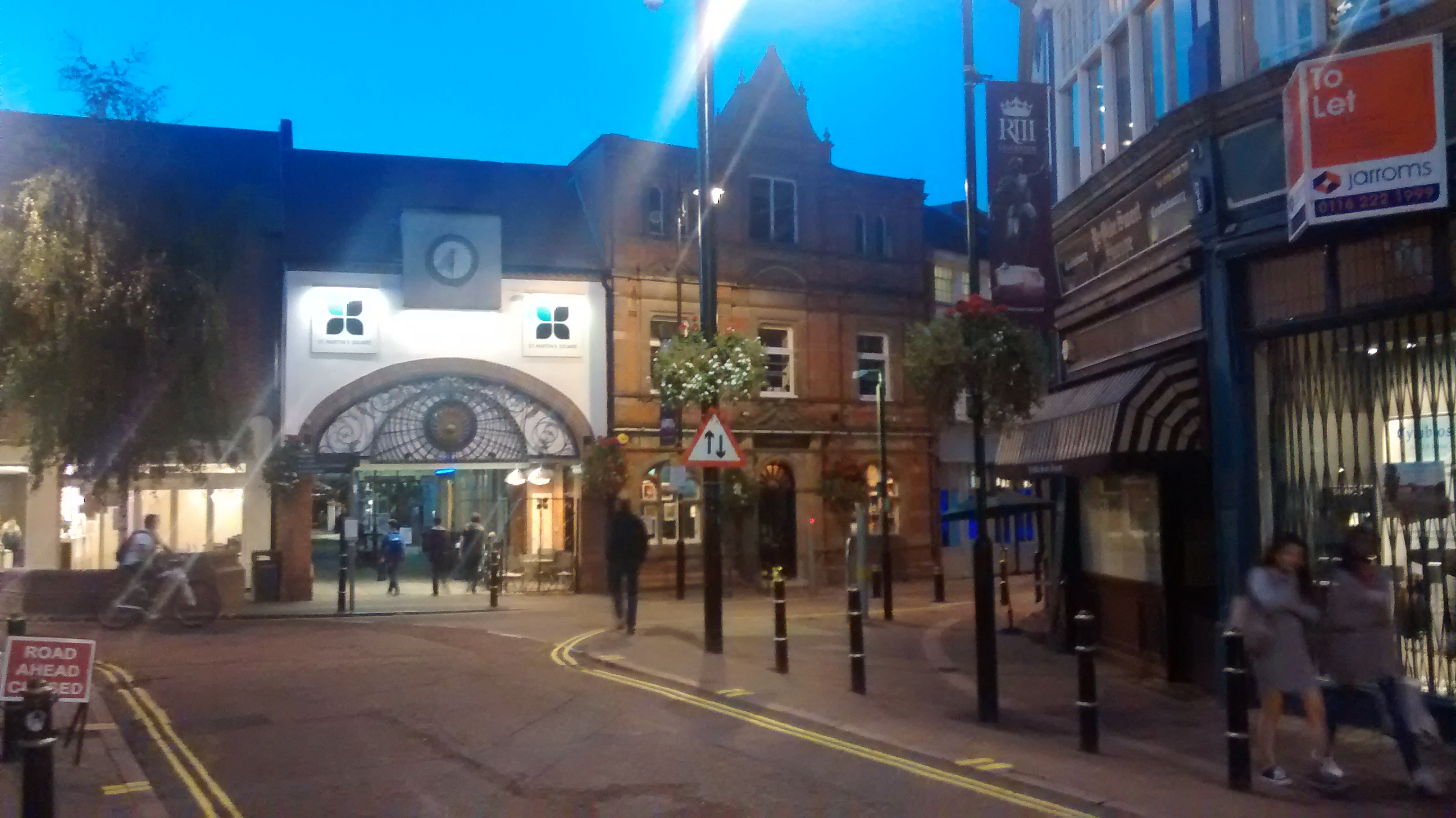
Wejście do galerii

Galeria Handlowa St Martin’s Square – galeria handlowa na Placu Św. Marcina w mieście Leicester w Wielkiej Brytanii. Galeria położona w centrum miasta przy ul. Silver Walk oddana do użytku w 1984 r.
W Galerii St Martin’s Square znajdują się wyłącznie prywatne butiki rodzimych producentów oraz bary, restauracje, puby.
Galeria jest częścią dzielnicy handlowej Leicester Lanes.